# Kryła Rad Berdiańsk
Kryła Rad Berdiańsk (ukr. ФК «Крила Рад» Бердянськ) – ukraiński klub piłkarski z siedzibą w mieście Berdiańsk, w południowo-wschodniej części kraju, działający w latach 1938–1941.

## Historia
Chronologia nazw:
- 1938: Kryła Rad Berdiańsk (ukr. «Крила Рад» Бердянськ, (ros. «Крылья Советов» Бердянск)
- 1941: klub rozwiązano z powodu wojny

Drużyna piłkarska Kryła Rad została założona w Berdiańsku w 1938 roku. W 1938 zespół debiutowała w rozgrywkach Pucharu ZSRR. Po ataku Niemiec na ZSRR w 1941 zaprzestał funkcjonować.

## Sukcesy

### ZSRR
- Puchar ZSRR:

1/256 finału: 1938